# سيدني سانتوس دي بريتو
سيدني سانتوس دي بريتو (16 أكتوبر 1979 بريسيفي في البرازيل - ) هو لاعب كرة قدم برازيلي في مركز الدفاع. لعب مع إنيرجي كوتبوس وروت فايس إيسن وكيكرز أوفنباخ ونادي سيارا ونادي أوسنابروك وSportfreunde Lotte ‏.

## وصلات خارجية
- سيدني سانتوس دي بريتو على موقع قاعدة بيانات كرة القدم.إي يو (الإنجليزية)